# 개혁신당
개혁신당(改革新黨)은 대한민국의 제3지대 보수정당이다. 2023년 이준석 전 국민의힘 대표가 국민의힘에서 탈당해 창당준비위원회로 등록되었고, 2024년 1월 25일에 정식으로 창당되었다.

## 역사
이준석 전 국민의힘 당대표는 2023년 12월 27일 서울 노원구 상계동에 위치한 한 갈비집에서 국민의힘을 탈당하고 신당 창당을 선언했으며, 천하람 전 국민의힘 순천시·광양시·곡성군·구례군 갑 당협위원장과 허은아 전직 의원, 이기인 경기도의원이 합류하고, 2024년 1월 12일 김용남 전 의원이 입당하였다. 1월 20일 창당대회를 열어 당대표로 이준석이 선출되고, 정책위의장에 김용남, 최고위원에 이기인·허은아·천하람, 사무총장에 김철근이 지명되었다. 1월 24일 양향자 의원이 2차 가해 의혹이 불거져 더불어민주당에서 제명 처분을 받고 자진탈당한 이후 창당한 한국의희망과의 합당을 발표했다. 2월 6일 가족 토지와 맞닿은 땅에 도로를 건설했다는 의혹으로 인해 더불어민주당에서 당원 자격 정지 1년 6개월의 징계를 받았으며, 감사원으로부터 징계요구를 결정받은 이태환 전 세종시의회 의장을 영입했다.
2월 9일 이낙연 대표의 새로운미래, 새로운선택, 원칙과 상식(이원욱, 조응천 의원)과 합당해 이낙연, 이준석이 공동대표를 맡기로 선언한다. 더불어시민당 비례대표로 당선되어 부동산 실명제 위반과 명의신탁 의혹 등으로 제명돼 무소속이 된 양정숙 의원이 입당했다. 다만 정식 합당에 시간이 걸려 국회의원과 당직자들이 통합정당인 개혁신당에 사전 입당하고 합당을 나중에 마무리짓는 형식으로 합당하기로 하였다. 2월 20일 새로운미래의 이낙연과 갈등이 불거져 이낙연과 김종민은 새로운미래로 돌아간다고 발표했다. 이로써 개혁신당은 다시 4석이 되었다.

## 공약과 이념
자유보수주의에 기반한 보수정당으로, 중도우파 ~ 우파 세력을 아우르는 보수 빅텐트 정당이다.
대한민국 제22대 국회의원 선거 공약으로 노인 대상 지하철 무임승차 폐지, 경찰관 및 소방관 지원 여성 군복무 의무화, 민간 저가 고속철 도입을 발표했으며,  정부의 의과대학 입학 정원 증원에 반대 의사를 표명했다.

## 역대 지도부

### 역대 당대표
| 대수 | 역대 당대표 | 직함            | 임기                                   | 비고                                                                           |  |
| ---- | ----------- | --------------- | -------------------------------------- | ------------------------------------------------------------------------------ |  |
| 1    | 이준석      | 당대표          | 2024년 1월 25일~2024년 5월 19일        |                                                                                |  |
| 2    | 허은아      | 당대표          | 2024년 5월 19일~2025년 1월 26일 [해임] | 개혁신당 제1차 전당대회에서 선출                                               |  |
| -    | 천하람      | 당대표 권한대행 | 2025년 1월 26일~2025년 7월 27일        | 허은아가 당원소환 투표 91.9%찬성으로 대표직에서 해임되자 대표권한대행 직무수행 |  |
| 3    | 이준석      | 당대표          | 2025년 7월 27일~현재                   | 개혁신당 제2차 전당대회에서 선출                                               |  |

### 원내대표
| 대수 | 원내대표 | 임기                            |
| ---- | -------- | ------------------------------- |
| 1    | 양향자   | 2024년 1월 24일~2024년 5월 29일 |
| 2    | 천하람   | 2024년 5월 30일~                |

### 창당준비위원회
2023. 12. 27.~2024. 1. 24.
- 공동창당준비위원장 : 천하람, 이기인, 허은아
- 정강정책위원장: 이준석
- 전략기획위원장: 김용남
  - 전략기획위원회 부위원장: 남윤중
- 사무총장: 김철근
- 조직본부장: 김성열
- 정책본부장: 김경한
- 당무본부장: 조영환
- 홍보본부장: 윤형건
- 대변인: 김영호
  - 정책대변인: 문성호
- 후원회장: 정형호

### 1기 지도부(4자 통합 이전)
2024. 1. 25.~2024. 2. 9.
- 당대표: 이준석
  - 당대표 비서실장: 조영환
  - 당대표 정무실장: 구혁모
- 최고위원: 이기인, 천하람, 허은아
- 원내대표: 양향자
- 정책위의장: 김용남
  - 정책위원회 부의장: 황영헌, 이경선, 천강정, 권상기, 조동운, 유지훈, 최현수, 황세연
- 정무특보단장: 김두수
  - 정무특보: 김구영, 이은창, 안만규, 이재웅, 이영랑, 류성호
  - 정책특보: 성수희, 배기석, 임병성, 정승우, 이주복, 원용수
  - 법률특보: 김기정
  - 공보특보: 남윤중
  - 홍보특보: 윤형건
- 정강정책위원장: 이준석
- 전략기획위원장: 김용남 → 정보경
  - 전략기획위원회 부위원장: 남윤중
- 인재영입위원장: 이준석, 허은아
  - 인재영입 부위원장: 김숙향
- 국민통합위원장: 문병호
- 사무총장: 김철근
- 당무본부장: 조영환
- 조직본부장: 김성열
- 정책본부장: 김경한
- 홍보본부장: 윤형건
- 대변인단
  - 수석대변인: 이기인
    - 수석부대변인: 주이삭

  - 상근대변인: 김영호
  - 정책대변인: 문성호
  - 부대변인: 김양곤
- 후원회장: 정형호

### 1기 지도부(4자 통합 이후)
2024. 2. 9.~2024. 2. 19.
- 공동대표: 이준석, 이낙연
- 최고위원: 금태섭, 조응천, 김종민
- 원내대표: 양향자
- 정책위원회 공동의장: 김용남, 김만흠
- 사무총장: 김철근
  - 전략기획부총장: 이훈
  - 조직부총장: 김성열
  - 홍보부총장: 윤형건
- 대변인단
  - 수석대변인: 허은아
  - 대변인: 이기인, 김효은, 곽대중, 양소영

### 1기 지도부(새로운미래 합당 결렬 이후)
2024. 2. 20.~2024. 5. 19.
- 당대표: 이준석
- 최고위원
  - 당연직 최고위원
    - 원내대표 겸 당연직 최고위원: 양향자
    - 중앙당 정책위 의장 겸 당연직 최고위원: 김용남

  - 지명직 최고위원: 금태섭, 조응천
- 사무총장: 김철근
  - 사무부총장: 이태환

- 중앙당 기구 및 조직
  - 홍보부총장: 정보경
  - 조직부총장: 김성열
  - 전략기획부총장: 김범준
  - 비서실장: 조영환
  - 정무실장: 구혁모
  - 정책위 의장: 김용남
    - 정책위원회 부의장: 황영헌, 이경선, 천강정, 권상기, 조동운, 최현수, 황세연, 이혜숙, 송재열, 김기수, 최인철

  - 인재영입위원회 공동 위원장: 이준석, 허은아
    - 인재영입위원회 부위원장: 김숙향

  - 국민통합위원장: 문병호
  - 공천관리위원장 직무대행: 이원욱
  - 공동 혁신위원장 직무대행: 양정숙, 류호정
  - 정강정책위원장: 이준석
  - 대변인단
    - 수석대변인: 허은아
    - 대변인: 이기인, 곽대중
    - 부대변인: 주이삭(상근), 김양곤, 이재랑, 정채연

  - 특별보좌역
    - 정무특보단장: 김두수
    - 정무특보: 김구영, 이은창, 안만규, 이재웅, 이영랑, 류성호, 정승우, 김원갑
    - 정책특보: 성수희, 배기석, 임병성, 정승우, 이주복, 원용수, 왕현민, 정희윤, 김기영, 장도국(청년)
    - 법률특보: 김기정
    - 공보특보: 남윤중
    - 홍보특보: 윤형건

### 2기 지도부
2024. 5. 19.~2025. 1. 26.
- 당대표: 허은아[25] → 천하람 (권한대행)
- 최고위원
  - 당연직 최고위원
    - 원내대표 겸 당연직 최고위원: 천하람
    - 정책위원회 의장 겸 당연직 최고위원: 이주영

  - 선출직 최고위원: 이기인(수석최고위원), 조대원[26], 전성균
- 사무총장: 김철근 
  - 전략기획부총장: 정재준 → 류성호 →
  - 조직부총장: 이경선 → 최인철 → 이경선
  - 홍보부총장: 이성진 → 김민 →
- 당대표 비서실장: 김범준 → 곽대중 → 정재준 → 
  - 당대표비서실 부실장: 김미정
  - 당대표비서실 수행실장: 허용
- 개혁연구원 원장: 이준석
- 대변인단
  - 수석대변인: 김성열 → 김정철 → 이동훈
  - 선임대변인: 문성호[27] → 정국진 → 문성호
  - 대변인: 경민정, 김민규, 조용진 → 김민규, 이은창, 하헌휘 → 조휘진 → 임승호
  - 부대변인: 이혜숙[28], 이유원, 정국진
- 인사위원회 위원장: 김철근
- 인재영입위원장: 이준석, 허은아 → 천하람
  - 인재영입위원회 부위원장: 이원욱, 안만규
- 총괄특보단장: 조응천
- 정무특보단장: 양정숙
  - 정책특보: 곽노성, 문지숙, 박경애
  - 조직특보: 최인철
  - 공보특보: 김양곤
  - 법률득보: 김미정, 김영호
- 소상공인위원장: 신민철
- 디지털특별위원장: 정보경
- 교육문화특별위원장: 송재열
- 미래특별위원장: 송명배
- 지방자치특별위원장: 천강정
- 미래희망위원장: 전성균
- 자본시장선진화특별위원장: 김용남
- 국제관계특별위원장: 박경애
- 정책자문위원장: 성수희
- 홍보위원장: 이성진

### 천하람 권한대행 지도부
2025. 1. 26.~2025. 7. 27.
- 당대표 권한대행: 천하람
- 최고위원
  - 당연직 최고위원
    - 원내대표 겸 당연직 최고위원: 천하람
    - 정책위원회 의장 겸 당연직 최고위원: 이주영

  - 선출직 최고위원: 이기인(수석최고위원), 전성균
- 사무총장: 김철근 
  - 전략기획부총장:
  - 조직부총장: 이경선
  - 홍보부총장:
- 수석대변인: 이동훈 
  - 선임대변인: 문성호
    - 대변인: 임승호
- 개혁연구원장: 이준석
  - 상근부원장: 구혁모
    - 부원장: 김두수, 양성현, 주이삭
- 당대표 공보특보: 김성열
- 법률자문위원장: 김정철 
  - 부위원장: 김연기
    - 위원: 하헌휘, 정재원
- 윤리위원장: 유용원
  - 부위원장: 우재식
    - 위원: 곽주호, 장창수, 김정철
- 인재영입위원장: 천하람
  - 부위원장: 이원욱, 안만규
- 제21대 대통령 선거 선거기획단장: 함익병
  - 부단장: 김두수
    - 단원: 이경선, 이영주, 김정철, 조용민, 구혁모, 전인구

### 제3기 지도부
2025. 7. 27.~
- 당대표 : 이준석
- 최고위원
  - 당연직 최고위원
    - 원내대표 겸 당연직 최고위원: 천하람
    - 정책위원회 의장 겸 당연직 최고위원: 이주영

  - 선출직 최고위원: 김성열(수석최고위원), 주이삭, 김정철
- 사무총장: 이기인 
  - 전략기획부총장:
  - 조직부총장: 이경선
  - 사무부총장: 김경한
  - 홍보부총장: 공석
- 수석대변인: 이동훈 
  - 선임대변인: 문성호
    - 대변인: 김영임
- 개혁연구원장: 김두수 
  - 상근부원장: 구혁모
    - 부원장: 양성현
- 당대표 공보특보: 공석
- 법률자문위원장: 김연기
  - 부위원장: 하헌휘
    - 위원: 권태균, 김기정, 정재원
- 윤리위원장: 유용원
  - 부위원장: 우재식
    - 위원: 곽주호, 장창수, 김정철
- 인재영입위원장: 천하람
  - 부위원장: 이원욱, 안만규
- 미래희망위원장: 주이삭

## 역대 전당대회
2024년 4월 19일, 개혁신당 전당대회 준비위원회는 지도부 선출에 1인 2표제로 당원투표 50%, 여론조사 25%, 대학생 평가단 20%, 언론인 평가단 5%를 반영하여 통합선출하고, 1위가 당대표, 2~4위가 최고위원을 맡기로 결정했다.
이준석 대표는 물론, 양향자, 조응천 의원 등이 불출마하면서 당대표는 이준석계인 허은아 전 의원과 이기인 전 경기도의원의 대결로 압축되었다.
| 순위 | 기호 | 이름   | 당원(50%) | 여론조사(25%) | 대학생 평가단(20%) | 언론인 평가단(5%) | 합산   | 비고     |
| 순위 | 기호 | 이름   | 득표율    | 득표율        | 득표율             | 득표율            | 득표율 | 비고     |
| ---- | ---- | ------ | --------- | ------------- | ------------------ | ----------------- | ------ | -------- |
| 1    | 4    | 허은아 | 43.46%    | 35.56%        | 30.51%             | 33.33%            | 38.38% | 당대표   |
| 2    | 3    | 이기인 | 42.69%    | 21.48%        | 35.65%             | 30.22%            | 35.34% | 최고위원 |
| 3    | 5    | 조대원 | 3.60%     | 19.22%        | 19.23%             | 20.83%            | 11.48% | 최고위원 |
| 4    | 1    | 전성균 | 7.17%     | 13.01%        | 12.30%             | 11.45%            | 9.86%  | 최고위원 |
| 5    | 2    | 천강정 | 3.08%     | 10.72%        | 2.30%              | 4.16%             | 4.88%  |          |
| 합계 | 합계 | 합계   |           |               |                    |                   |        | -        |

5월 19일, 개혁신당 전당대회는 허은아 후보를 당대표로, 이기인, 조대원, 전성균 후보를 최고위원으로 선출했다.

## 주요 선거 결과

### 대통령 선거
| 연도   | 선거  | 후보자 | 득표        | 득표율         | 결과 | 당락 |
| ------ | ----- | ------ | ----------- | -------------- | ---- | ---- |
| 2025년 | 21대  | 이준석 | 2,917,523표 | \| \| 8.34% \| | 3위  | 낙선 |
|        | 8.34% |        |             |                |      |      |

### 국회의원 선거
|  | 0.39% |

|  | 3.61% |

|  | 1% |

## 주해
1. ↑  이낙연 전직 문정부 초대 국무총리는 2024년 2월 9일부터 2024년 2월 19일까지 개혁신당 공동대표 직을 잠시 지내다가 피치못할 갈등으로 인하여 대표 사퇴 및 탈당.